# Ольдой (Амурская область)
Ольдо́й — посёлок в Сковородинском районе Амурской области России. Входит в сельское поселение Тахтамыгдинский сельсовет.
История: Ж.д.станция основана в 1909 г. при строительстве Западно-Амурского участка Транссибирской ж.д.магистрали.

## Топонимика
Название эвенкийского происхождения от «олло, олдо» со значением — «рыба, рыбная река».

## География
Расположен на Транссибе в 44 км к западу от районного центра, города Сковородино, и в 7 км от центра сельского поселения, села Тахтамыгда, на правом берегу реки Малый Ольдой (приток реки Ольдой, бассейн Амура).
По левому берегу реки Малый Ольдой проходит автодорога Чита — Хабаровск, сообщение с пос. Ольдой по мосту.

## Население
| 2002 | 2010 | 2012 | 2013 | 2014 | 2015 | 2016 |
| ---- | ---- | ---- | ---- | ---- | ---- | ---- |
| 40   | ↘29  | ↘28  | ↘25  | ↘24  | ↘23  | ↘22  |
| 2017 | 2018 |      |      |      |      |      |
| ↘21  | →21  |      |      |      |      |      |

## Инфраструктура
- Остановочный пункт Ольдой на Транссибе (Забайкальская железная дорога).